# Jimmy Foster (cestista)
James V. Foster, detto Jimmy (Jersey City, 16 dicembre 1951), è un ex cestista statunitense, professionista nella ABA.

## Carriera
È stato selezionato dai Cleveland Cavaliers al quarto giro del Draft NBA 1974 (57ª scelta assoluta).

## Palmarès
- ABA All-Star Game: 1

1976